# Emma Jane Gay
Emma Jane Gay (även känd som Jane E. Gay), född 1830 i Nashua i New Hampshire i USA, död 15 mars 1919 i 
Winscombe i Storbritannien, var en amerikansk fotograf. Hon är mest känd för de fotografier av Nez Perce-stammen som hon tog på en expedition ledd av etnologen och antropologen Alice Fletcher.

## Biografi
Emma Jane Gay föddes som dotter till Ziba Gay (1796–1864) och hustrun Mary, född Kennedy (1798–1873). Hon utbildade sig vid Brooklyn Female Academy i New York, där hon studerade naturvetenskap, religion och hemkunskap :115 och mötte Alice Cunningham Fletcher.:114
Efter studierna arbetade hon en tid som lärare och år 1856 reste hon med sin väninna Catherine Melville till Macon i Georgia för att starta en flickskola. Skolan stängdes fyra år senare och väninnorna flyttade till Washington, D.C. för att arbeta på en skola för döva barn. Under Amerikanska inbördeskriget arbetade Gay som sjuksköterska från 1861 till 1865 tillsammans med Dorothea Dix och efter kriget arbetade hon som privatlärare åt president Andrew Johnsons barnbarn. Hon arbetade senare som kontorist och var arbetslös under en kort period 
år 1883. 
Gay lärde sig själv att fotografera och år 1888 träffade hon Alice Cunningham Fletcher igen och de återupptog sin vänskap. 
År 1889 utsåg United States Department of the Interior Fletcher till ledare för en expedition till Nebraska och Idaho för att fördela urinvånarnas landområden i Winnebago och Nez Perce enligt Dawes Severalty Act från 1887. Gay följde med på resan som kock, städerska och sekreterare.:111-150 Hon var inte "officiell" expeditionsfotograf, men tog ändå mer än 400 fotografier av Nez Perce under expeditionen. Tillsammans med sin systerdotter  publicerade hon år 1909 de brev som skrivits under expeditionen och hälften av fotografierna, i en dubbelvolym med titeln Choup-nit-ki: With the Nez Percés.

## Kritik

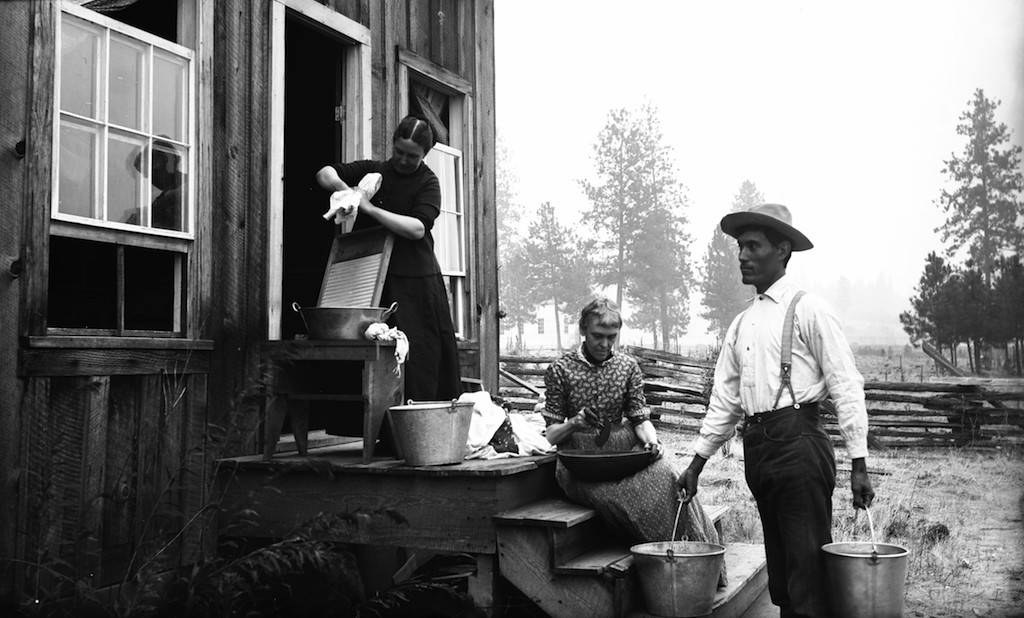
"Måndag morgon på Camp McBeth", ur Emma Jane Gays samling, Idaho State Historical Society.

Gays fotografier av Nez Perce har mött kraftig kritik. Ytligt sett ger de svartvita fotografierna en positiv bild av civiliserade invånare i Nez Perce klädda i västerländska kläder, som arbetar på gårdar eller rancher. De tycks visa att statens fördelning av mark till urinvånarna var framgångsrik. Senare forskare har dock noterat inslag av nationalism, kolonialism och rasism i Gays arbete. På flera av fotografierna är den långa, vita Fletcher huvudmotiv medan Nez Perce-folket arbetar i bakgrunden eller i underordnade poser. Gay fångade även den ojämlika arbetsfördelningen i sina fotografier.

## Privatliv
Gay gifte sig aldrig och fick inga barn men hade en nära relation till sin systerdotter Emma Jane Gay. Efter expeditionen återvände Gay till Washington där hon bodde tillsammans med systerdottern. De reste tillsammans till Europa och publicerade Choup-nit-ki: Med Nez Percés i England. Gay stannade  kvar i Somerset i England, där hon bodde tillsammans med doktor Caroline Sturge. Efter första världskriget köpte Sturge en stuga i Idaho för ärvda pengar där hon och Gay kunde leva tillsammans. Enligt vissa källor dog Gay i stugan, som kallas "Kamiah", 1919.
I flera texter nämns Gay som Fletchers partner och att de levde i ett Bostonäktenskap.:111-150 Det faktum att hon aldrig gifte sig och att hon arbetade tillsammans med Fletcher under expeditionen samt att hon hade intima relationer med andra kvinnor har tolkats som att hon var lesbisk.:111-150  Konsthistoriker kallar därför Gay för den första amerikanska lesbiska fotografen.